# Gelächter
Gelächter (ⓘ) ist eine Art lauten Lachens, meist mehrerer Personen. Sehr oft spricht man von Gelächter als Außenstehender. Gelächter kann ansteckend auf andere anwesende Personen wirken. Leises Lachen ist kein Gelächter. Der Oberbegriff von Gelächter ist Lachen.

## Arten von Gelächter
In der Literatur wird zwischen verschiedenen Arten von Gelächter unterschieden:
- Böses Gelächter wird unterteilt in dämonisches, gellendes[2], anarchisches, hämisches, höhnisches und spottendes Gelächter.
  - Das Koboldlachen wird erst als helles und lautes Gelächter, später als Hohngelächter und noch später teilweise als Wiehern interpretiert, was wiederum in christlichen Gebieten dann als teuflisches Gelächter bezeichnet wird[3].
  - Im Nationalsozialismus wurde den Juden „diabolisches, spöttendes Gelächter“ nachgesagt, um sie so als Teufel darzustellen[4]

- Brüllendes Gelächter als Synonym für lautes Gelächter. Es reicht vom herzlichen Gelächter bis zum grölenden Gelächter.

- Hölzernes Gelächter ist ein alter Name des Xylophons[5]

- Homerisches Gelächter

- Sardonisches Gelächter

- Zuweilen ist auch die Rede von einem „Gelächter des Universums“, dies findet sich auch bei Jean-Paul Sartre und den Existenzialisten. Friedrich Nietzsche schreibt:

„Ich lache eures freien Willens und auch eures unfreien: Wahn ist mir das, was ihr Willen heißt, es gibt keinen Willen.“

## Ursachen und Wirkung von Gelächter
Gelächter entsteht häufig in einer Menschenmenge als Reaktion auf einen Witz, auf einen Spaß oder als sarkastisches Gelächter auf eine Provokation. Gelächter wird erleichtert durch Alkohol. In alkoholisierter Stimmung entsteht oft lautstarkes Gelächter. Gemeinsames Gelächter dient der Gruppenidentifikation. Wer am Gelächter nicht teilnimmt, ist ein Außenseiter. Das Wort „Gelächter“ ist oft verbunden mit negativen Emotionen. Im Gegensatz zu Lachen zeugt Gelächter oft von Überheblichkeit. Durch Gelächter gibt man etwas der Lächerlichkeit preis.